# Plecoptera chalciope
Plecoptera chalciope là một loài bướm đêm trong họ Erebidae.